# Антонио Раймонди
Антонио Раймонди (на италиански: Antonio Raimondi) е италиански географ и картограф на перуанска служба.

## Биография
Роден е на 19 септември 1826 година в Милано, като годината на раждането му е спорна (по други източници е роден на 19 септември 1824). През 1848 младия Раймонди участва във войната за обединение на Италия. Отвратен от ужасите на сраженията Раймонди емигрира в Перу, където пристига на 28 юли 1850 и остава там до края на живота си.
Раймонди принадлежи към семейството на класическите учени от своето време – природолюбители-енциклопедисти. За неговите изследвания не са пречка нито времето, нито мястото на пътешествие. В своите пътешествия Раймонди събира всичко – растения, животни, насекоми, минерали, провежда метеорологични наблюдения, етнографски изследвания, извършва картирания на големи региони от Перу. Събира богата информация за залежите на въглища, количеството на гуаното по крайбрежните острови Чинча, открива находища на селитра в Тарапака и злато в Карабаа, съставя застроителни планове на градовете Кахамарка, Чачапояс и Хуанкавелика, открива археологически паметници и други.
От 1850 до смъртта си изследва Перуанските Анди и източните им склонове – Ла Монтаня. През 1876 публикува общо географско описание на Перу, а през 1889 издава карта на страната в М 1:500000. През 1888 е един от основателите на Перуанското географско дружество. Изследва планинската област Анкаш, разположена между река Мараньон и Тихия океан. Открива хребета Кордилера Бланка (връх Уаскаран – 6768 м). Изследва и бреговия хребет Кордилера Негра и течащата между двата хребета река Санта (най-голямата перуанска река, вливаща се в Тихия океан). Резултатите от тези си изследвания публикува през 1873 в книгата си „Департамента Анкаш“.
Раймонди е несъмнено най-известния учен на Перу през втората половина на ХІХ век. От 1851 е професор по естествена медицина. През 1856 става един от основателите на медицинския факултет, а през 1861 – на факултета по аналитична химия към университета в Сан Маркос. Неговите мащабни изследвания са признати от Британското кралско географско дружество, Италианското дружество по антропология, етнология и сравнителна психология, Парижкото географско дружество и други.
Умира на 26 октомври 1890 година в Сан Педро де Лиос, Перу, на 64-годишна възраст.

## Признание
Неговото име носят няколко учреждения, училища, театри, музеи, висши учебни заведения, улици и площади в различни градове на Перу и провинция Антонио Раймонди в регион Анкаш в Западно Перу.

## Съчинения
- Minerales del Perú ó Catálogo razanado de una collección que representa los principales tipos minerales de la Republica... (1878);
- El Perú. Estudios mineralogicos y geológicos (t. 1 – 4, 1874 – 1902);
- Minas de oro de Carabaya (1883).